# Legio II Gallica
Legio II Gallica (II Галльський легіон) — римський легіон. Надалі поєднано з II Сабінським легіоном, отримавши назву II Августів легіон.

## Історія
Засновано напевне Гаєм Юлієм Цезарем вже після початку війни з Гнеєм Помпеєм Великим, близько 48 року до н. е. Був одним з учасників битви при Фарсалі того ж року.
Надалі опинився під владою Марка Антонія, який разом з іншими військами 43 року до н.е рушив до провінції Нарбоннська Галлія. Основу його складали римські колоністи, романізовані галли. Брав участь у військовій кампанії 43—42 років до н. е. Марка Антонія проти республіканського сенату — битва при Галльському Форумі та битва при Мутіні. Після поразки Антонія увійшов під оруду Сальвідієна Руфа. Слідом за цим передислокувався до Цізальпійської Галлії.
Після викриття змови Руфа легіон повернуто до Нарбонської Галлії, де 35 року до н. е. він розташувався у м. Араузіон Колонія Юлія Фірм (сучасне м. Оранж), де поселялися ветерани легіону.

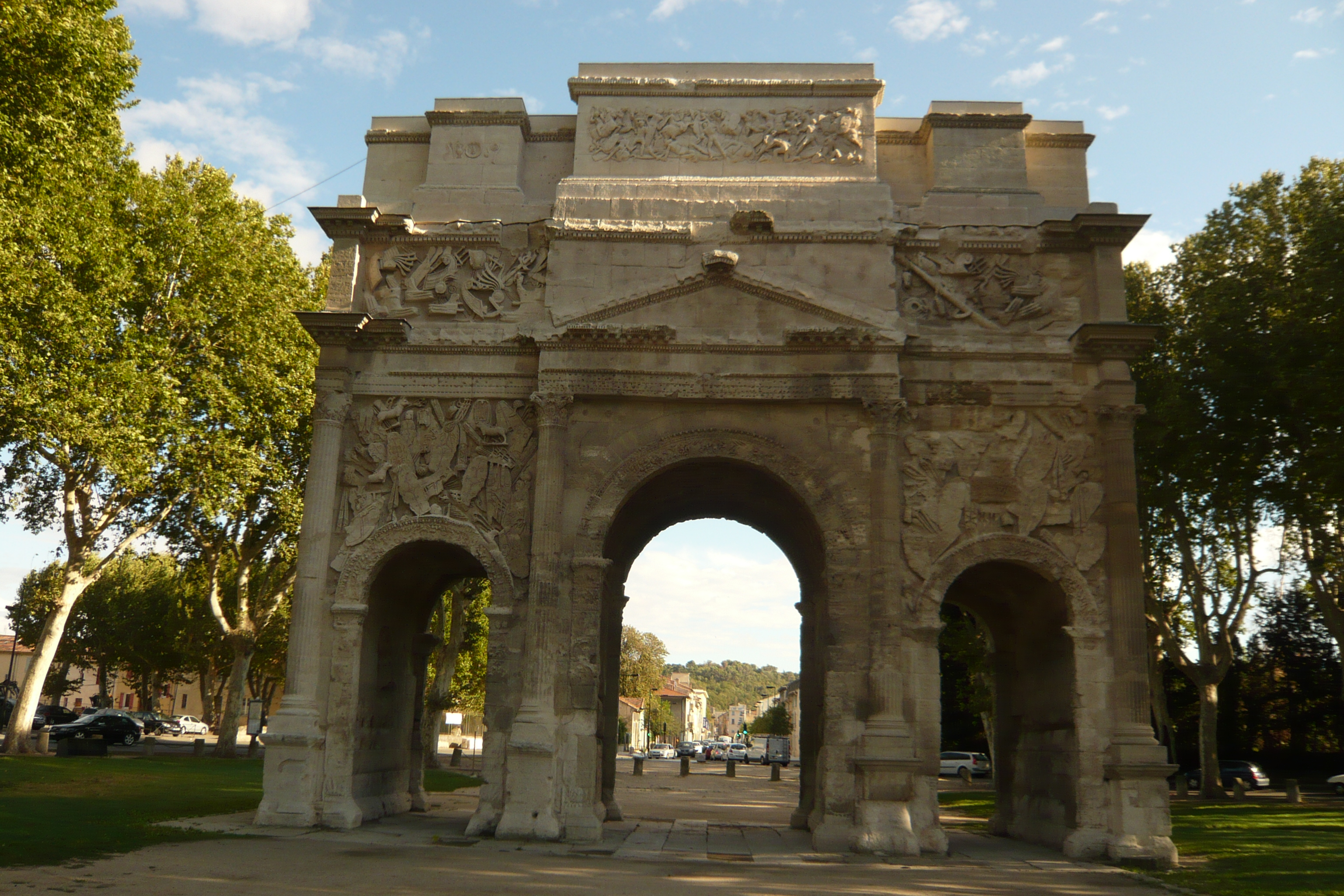
Давньоримська тріумфальна арка з вказівкою II Галльського легіону. Оранж

За часів імператора Веспасіана у 77 році він перебував в Нарбонській Галлії. Проте невдовзі поєднався з II Сабінським легіоном. Невдовзі перейменовано на II Августів легіон. 31 року до н. е. легіон був учасником битви при Акціумі.
Втім згадка про II Галльський легіон залишається у давньоримських джерелах. Частини легіону, що перебували в Фінікії за часів Діоклетіана та династії Костянтина, згадуються як II Галльський легіон. Втім надалі згадується лише як II Августів легіон.